# マーセド郡 (カリフォルニア州)
マーセド郡（英: Merced County、[mərˈsɛd] mər-SED）は、アメリカ合衆国カリフォルニア州のセントラルバレーに位置する郡である。フレズノ市の北、サンノゼ市の南東にある。人口は28万1202人（2020年）。郡庁所在地はマーセドである。郡名はマーセド川から採られた。

## 歴史
マーセド郡の名前はマーセド川、スペイン語で「エル・リオ・ヌエストラ・デ・ラ・メルセド」（我々の慈愛深い淑女の川）から採られた。1806年、スペイン軍人ガブリエル・モラガが率いた遠征隊が、暑く埃にまみれた1日の乗馬行の終わりにこの川に辿り着いたときに名付けた。
カリフォルニアが独立したメキシコの植民地であった間の1841年から1844年、マーセド郡となった地域に4つのメキシコ土地特許が与えられた。それらはオレスティンバ、パノチェ・デ・サンフアン・イ・ロス・カリサリトス、サンルイス・ゴンザガおよびサンホン・デ・サンタリタの各ランチョだった。
マーセド郡は1855年にマリポサ郡の一部から設立された。郡域の一部は1856年にフレズノ郡に割譲された。

## 地理
アメリカ合衆国国勢調査局に拠れば、郡域全面積は1,972平方マイル (5,107 km2)であり、このうち陸地は1,929平方マイル (4,995 km2)、水域は43平方マイル (112 km2)で水域率は2.19%である。

### 国立自然保護地域
- マーセド国立野生生物保護区
- サンルイス国立野生生物保護区

### 隣接する郡
- サンベニト郡 - 南西
- サンタクララ郡 - 西
- スタニスラウス郡 - 北
- マリポサ郡 - 東
- マデラ郡 - 南東
- フレズノ郡 - 南
- トゥオルミ郡 - 北東隅

## 都市と町

### 人口1万人以上の都市
- マーセド
- アットウォーター
- リビングストン
- ロスバノス

### 人口1万人以下の都市
- ガスティン（英語版）
- ドスパロス

### 未編入の町
- バリコ
- クレッシー
- デルハイ
- ヒルマー
- ルグランド
- プラナダ
- サンタネラ
- スネリング
- サウスドスパロス
- ステビンソン
- ウィントン

## 交通

### 主要高規格道路
- 州間高速道路5号線
- カリフォルニア州道33号線
- カリフォルニア州道59号線
- カリフォルニア州道99号線
- カリフォルニア州道140号線
- カリフォルニア州道152号線
- カリフォルニア州道165号線

### 公共交通
- マーセド郡交通、通称「ザ・バス」がマーセド市内とマーセド郡内大半の都市間バス便を運行している。
- カリフォルニア大学マーセド校が独自の交通システムであるキャットトラックスを運行しており、マーセド郡交通とも接続している。
- ヨセミテ地域交通システム、略してYARTSはマーセドとヨセミテ国立公園との間を結んでいる。
- グレイハウンドのバスとアムトラックの列車が長距離都市間交通を提供している。

### 空港
マーセド市民空港はマーセド市中心街の直ぐ南西にあり、数便の商業便も就航している。郡内の一般用途空港としては、キャッスル空港、ガスティン空港、ターロック市民空港およびロスバノス市民空港がある。

## 人口動態
以下は2000年の国勢調査による人口統計データである。
| 基礎データ - 人口: 210,554人 - 世帯数: 63,815 世帯 - 家族数: 49,775 家族 - 人口密度: 42人/km2（109人/mi2） - 住居数: 68,373軒 - 住居密度: 14軒/km52（36/mi2） 人種別人口構成 - 白人: 56.21% - アフリカン・アメリカン: 3.83% - ネイティブ・アメリカン: 1.19% - アジア人: 6.80% - 太平洋諸島系: 0.19% - その他の人種: 26.13% - 混血: 5.65% - ヒスパニック・ラテン系: 45.34% - ポルトガル系アメリカ人: 6.6% - ドイツ系アメリカ人: 6.0% 主たる言語による人口構成 - 英語: 55.1% - スペイン語: 35.3% - ミャオ語: 3.2% - ポルトガル語: 2.9% - パンジャーブ語: 1.00% | 年齢別人口構成 - 18歳未満: 34.5% - 18-24歳: 10.3% - 25-44歳: 27.9% - 45-64歳: 17.8% - 65歳以上: 9.5% - 年齢の中央値: 29歳 - 性比（女性100人あたり男性の人口） - 総人口: 99.3 - 18歳以上: 96.6 世帯と家族（対世帯数） - 18歳未満の子供がいる: 45.4% - 結婚・同居している夫婦: 57.8% - 未婚・離婚・死別女性が世帯主: 14.1% - 非家族世帯: 22.0% - 単身世帯: 17.7% - 65歳以上の老人1人暮らし: 7.4% - 平均構成人数 - 世帯: 3.25人 - 家族: 3.69人 収入と家計 - 収入の中央値 - 世帯: 35,532米ドル - 家族: 38,009米ドル - 性別 - 男性: 31,721米ドル - 女性: 23,911米ドル - 人口1人あたり収入: 14,257米ドル - 貧困線以下 - 対人口: 21.7% - 対家族数: 16.9% - 18歳未満: 28.4% - 65歳以上: 10.7% |

非営利組織であるラオ・ファミリー・コミュニティに拠れば、2008年時点で約8,000人のミャオ族出身者が郡内に住んでいる。

## 政治
マーセド郡はアメリカ合衆国大統領および連邦議会選挙で指標となる郡と考えられている。2008年の大統領選挙では民主党のバラク・オバマが過半数を取り、2004年の大統領選挙では共和党のジョージ・W・ブッシュが制した。大統領選挙でマーセド郡を制した候補者がほぼ毎回大統領に当選している。
アメリカ合衆国下院議員の選挙ではカリフォルニア州18選挙区の一部であり、カリフォルニア州議会下院議員の選挙では第17選挙区、カリフォルニア州議会上院議員の選挙では第12選挙区に入っており、2010年時点でアメリカ合衆国下院議員と州下院議員を民主党議員が、州上院の議席を共和党議員が務めている。
カリフォルニア州務省に拠れば、2008年10月20日時点で郡内には登録有権者が97,179人いる。この中で44,704、46.0%が民主党に登録し、35,955人、37.0%が共和党に、3,090人、3.2%が他の政党に登録し、13,430人、13.8%は支持政党を表明していない。アットウォーターと郡内の未編入領域では共和党に登録するものが多数であり、その他の都市と町では民主党登録者が多数あるいは過半数を占めている。

## 見どころ
キャッスル空軍基地とアメリカ合衆国アットウォーター刑務所がアットウォーターに近い未編入領域にある。